# Billy Elliot
Cet article concerne le film. Pour la comédie musicale, voir Billy Elliot, the Musical.
Pour l’article ayant un titre homophone, voir Billy Elliott.
Pour plus de détails, voir Fiche technique et Distribution.
Billy Elliot est une comédie dramatique britannique réalisée par Stephen Daldry sur un scénario de Lee Hall, mettant en scène Jamie Bell dans le rôle-titre. Produit par Working Title Films, le film est sorti le 29 septembre 2000 au Royaume-Uni et le 20 décembre 2000 en France. Avant sa sortie, le film a été présenté la même année à la Quinzaine des réalisateurs du festival de Cannes sous le titre Dancer.  
Billy Elliot a obtenu quatre British Independent Film Awards en 2000, un prix lors du Motovun Film Festival 2000, trois British Academy of Film and Television Arts 2001, un London Critics Circle Film Award et un Amanda Award.

## Synopsis
Dans le nord-est de l'Angleterre, en 1984, Billy Elliot est un jeune garçon de onze ans qui habite dans une petite ville minière du comté de Durham avec son père Jackie, son frère aîné Tony et sa grand-mère maternelle. Sa mère est décédée. Comme le voisinage, le père et le fils aîné font le même métier : mineur. Billy, quant à lui, va encore à l'école et fait de la boxe après la classe. C'est son père qui le pousse à pratiquer le noble art, croyant qu'il peut percer et que cela permettrait à la famille de se sortir de l'embarras financier dans lequel elle se trouve, d'autant plus qu'il est engagé avec son fils aîné dans une grève générale pour défendre les salaires des mineurs. Mais Billy n'aime pas beaucoup la boxe et s'intéresse au cours de danse qui partage le local avec son club et dont l'effectif n'est constitué que de filles.
Encouragé par Mme Wilkinson, la professeure de danse, Billy se met à suivre les cours en cachette de sa famille, laquelle estime que la danse n'est pas faite pour les garçons et l'associe à l'homosexualité. À Noël, Billy apprend que son meilleur ami, Michael, aime les garçons. Il le soutient.
Un soir, le père de Billy le surprend avec Michael en train de danser dans la salle de gym. Il se rend compte du talent de son fils et décide de faire ce qu’il faut pour l'aider à atteindre son rêve : Billy veut intégrer une grande école de danse à Londres, la Royal Ballet School. Mme Wilkinson propose de payer les frais pour l’audition de Billy. Le père de Billy refuse, il ne veut pas la charité. Il se résout à reprendre le travail à la mine pour payer le voyage à Londres, mais il en est empêché au dernier moment par son fils aîné. Les collègues mineurs et les voisins du quartier décident de lancer une cagnotte. Le père complète la somme recueillie en gageant les bijoux de la mère de Billy et emmène son fils à Londres pour l’audition.
Très nerveux, Billy réussit pourtant l'épreuve. Mais il se bagarre avec un autre candidat dans les vestiaires. Le jury d’audition le convoque, le réprimande sévèrement, mais lui demande ce qu’il ressent quand il danse. Les mots le sauvent : il dit que c’est pour lui « comme de l’électricité ». Il rentre chez lui avec son père, la mine dépitée. Quelques jours plus tard, la Royal Ballet School lui envoie une lettre d’acceptation et Billy part étudier à Londres.
Des années plus tard, Billy, devenu célèbre, est le danseur étoile du Lac des cygnes (version de Matthew Bourne dont la figure des cygnes est confiée à un corps de ballet masculin).

## Fiche technique
- Titre original : Dancer puis Billy Elliot
- Titre français : Billy Elliot
- Réalisation : Stephen Daldry
- Chorégraphie : Peter Darling
- Scénario : Lee Hall
- Direction artistique : Maria Djurkovic
- Décors : Tatiana Macdonald
- Costumes : Stewart Meachem
- Photographie : Brian Tufano
- Montage : John Wilson
- Musique : Stephen Warbeck
- Production : Charles Brand, Greg Brenman, Jonathan Finn, Tessa Ross, David M. Thompson, Natascha Wharton
- Pays de production : Royaume-Uni
- Format : Couleurs - 35 mm - 1,85:1 - Dolby Digital
- Genre : comédie dramatique, danse
- Durée : 119 minutes (1 heure 59 minutes)
- Dates de sortie :  
  - France : 19 mai 2000 (festival de Cannes) ; 20 décembre 2000 (sortie nationale)
  - Royaume-Uni : 29 septembre 2000
  - États-Unis : 13 octobre 2000 (sortie limitée) ; 10 novembre 2000 (sortie nationale)

## Distribution
- Jamie Bell (VF : Mathieu Laurent) : Billy Elliot
- Adam Cooper : Billy (à 25 ans)
- Julie Walters (VF : Françoise Vallon) : Sandra Wilkinson, la professeure de danse
- Gary Lewis (VF : Hervé Furic) : Jackie Elliot, le père
- Jamie Draven : Tony Elliot, le frère aîné
- Jean Heywood : la grand-mère
- Stuart Wells : Michael Caffrey, le grand ami
- Merryn Owen : Michael (à 25 ans)
- Mike Elliot : George Watson
- Billy Fane : M. Braithwaite
- Nicola Blackwell : Debbie Wilkinson, la fille de la professeure de danse
- Carol McGuigan (VF : Frédérique Cantrel) : la bibliothécaire
- Joe Renton : Gary Poulson
- Colin MacLachlan : Tom Wilkinson, le mari de la professeure de danse
- Janine Birkett (VF : Guylène Ouvrard) : la mère de Billy
- Trevor Fox : PC Jeff Peverly
- Charlie Hardwick : Sheila Briggs
- Denny Ferguson : un mineur
- Dennis Lingard : un examinateur du NCB
- Matthew James Thomas : Simon
- Stephen Mangan : Docteur Crane, du Ballet
- Paul Ridley : le tuteur en médecine
- Patrick Malahide : le principal
- Barbara Leigh-Hunt : le vice-principal
- Imogen Claire : tuteur 1
- Diana Kent (en) : tuteur 2
- Neil North : tuteur 3
- Lee Williams : tuteur 4
- Petra Siniawski : un professeur
- Merelina Kendall : la secrétaire
- Zoe Bell : Sandra
- Tracey Wilkinson : le professeur de géographie

## Bande originale
Six titres sur les douze composant la bande originale sont tirés de l'album Electric Warrior de T-Rex. On trouve aussi dans cette bande originale deux titres de The Style Council, Shout to the Top et Walls come tumblin' down, ainsi que London Calling de The Clash, Town Called Malice de The Jam et Burning Up de Eagle-Eye Cherry.

## Autour du film
- Le film s'est d'abord intitulé Dancer et est présenté sous ce titre à la Quinzaine des réalisateurs lors du Festival de Cannes 2000[3]. Il change de nom pour éviter la confusion avec un autre film présenté la même année, Dancer in the dark.
- Le scénario de Lee Hall est partiellement inspiré par le roman de A. J. Cronin Sous le regard des étoiles.
- Le film est un succès commercial, recueillant 109 millions de dollars de recettes mondiales, pour un investissement initial de 5 millions de dollars[4].

## Adaptations
Le film inspire un roman au même titre, écrit par l'écrivain jeunesse britannique Melvin Burgess, publié l'année suivante, et traduit en français la même année par Vanesso.
Une comédie musicale, Billy Elliot, the Musical, est jouée pour la première fois en 2005 à Londres, également inspirée du film. Stephen Daldry lui-même en assure la mise en scène. La musique est composée par Elton John sur un livret de Lee Hall.

## Hommages et influence
- Le film sert de référence à l'épisode Talents fraternels de la série Cold Case : Affaires classées.
- En 2015, Burberry réalise une publicité qui rend hommage au film quinze ans après sa sortie, et met en scène entre autres artistes, Elton John, Naomi Campbell ou Julie Walters, qui interprétait le rôle de Mme Wilkinson, utilisant à nouveau le titre Cosmic Dancer, de T. Rex[6].

## Récompenses et distinctions

### Récompenses
- British Independent Film Awards 2000[7]
  - Meilleur film
  - Meilleur réalisateur pour Stephen Daldry
  - Meilleur premier rôle [(en): Newcomer] pour Jamie Bell
  - Meilleur scénario
- BAFTA Awards 2001[8] :
  - Meilleur film britannique
  - Meilleur acteur pour Jamie Bell
  - Meilleure actrice dans un second rôle pour Julie Walters
- Nikkan Sports Film Award 2001 : meilleur film étranger